# Han Su-ran
Han Su-ran  (anglický přepis: Han Seu-ran; * 8. února 1992) je jihokorejská reprezentantka ve sportovním lezení a vicemistryně Asie v lezení na obtížnost.

## Závodní výsledky
| Světové hry | Světové hry |
| Rok         | 2013        |
| ----------- | ----------- |
| Obtížnost   | 15          |

| Mistrovství světa | Mistrovství světa | Mistrovství světa | Mistrovství světa | Mistrovství světa |
| Rok               | 2009              | 2011              | 2012              | 2016              |
| ----------------- | ----------------- | ----------------- | ----------------- | ----------------- |
| Obtížnost         | 28                | 17                | 22                | 53                |
| Bouldering        | 33                | —                 | —                 | —                 |

| Světový pohár | Světový pohár | Světový pohár     | Světový pohár           | Světový pohár         | Světový pohár     | Světový pohár  |
| Rok           | 2008          | 2009              | 2011                    | 2012                  | 2016              | 2018           |
| ------------- | ------------- | ----------------- | ----------------------- | --------------------- | ----------------- | -------------- |
| Obtížnost     | x             | x                 | x                       | x                     | x                 | 46             |
| jednotlivě*   | ,20,          | ,21,21, 20,19,26, | ,9,15,5,14, 4,11,14,31, | ,17,12,8, 16,11,15,9, | ,30,36, 19,44,42, | ,28,22, 31,23, |

* poznámka: nalevo jsou poslední závody v roce
| Mistrovství Asie | Mistrovství Asie | Mistrovství Asie | Mistrovství Asie | Mistrovství Asie |
| Rok              | 2008             | 2009             | 2012             | 2016             |
| ---------------- | ---------------- | ---------------- | ---------------- | ---------------- |
| Obtížnost        | 3                | 2                | 2                | 7                |
| Obtížnost        | 16               | —                | —                | —                |
| Bouldering       | 3                | 6                | —                | —                |

| Mistrovství světa juniorů | Mistrovství světa juniorů |
| Rok                       | 2008 kat. A               |
| ------------------------- | ------------------------- |
| Obtížnost                 | 7                         |